# Parafia Świętego Krzyża w Łapach
Parafia pw. Świętego Krzyża w Łapach – rzymskokatolicka parafia należąca do dekanatu Łapy, diecezji łomżyńskiej, metropolii białostockiej.
Parafia jest siedzibą dekanatu Łapy, a jej obecny proboszcz sprawuje także funkcję dziekana.

## Historia
Powstanie parafii
Parafia pw. Świętego Krzyża została erygowana 1 grudnia 1985 roku przez biskupa łomżyńskiego Juliusza Paetza. Powstała z parafii pw. Ap. Piotra i Pawła w Łapach. Od 1 stycznia 1983 roku istniał samodzielny ośrodek duszpasterski przy tymczasowej drewnianej kaplicy. Kościół murowany pw. Krzyża Świętego, wybudowany w latach 1983–1989 dzięki staraniom ks. proboszcza Józefa Wyznera, został pobłogosławiony 26 września 1993 przez bp. Juliusza Paetza, a następnie konsekrowany 19 września 1999 roku przez biskupa łomżyńskiego Stanisława Stefanka. Murowaną plebanię wybudowano w latach 1985–1988, dzięki wysiłkom ks. Wyznera i parafian.
Najważniejsze daty w historii kościoła
- 3 listopada 1982 – zbudowano drewnianą kaplicę.
- 24 kwietnia 1983 – Kuria Biskupia w Łomży postanowiła wybrać do realizacji kościoła projekt architektów doc. dr inż. arch. Zdzisława Hryniaka i mgr inż. Krzysztofa Kakowskiego – pracowników Politechniki Warszawskiej.
- 1983–1989 – zbudowano nowy kościół dzięki staraniom ks. proboszcza Józefa Wyznera.
- 1 grudnia 1985 – biskup łomżyński Juliusz Paetz erygował Parafię pw. Świętego Krzyża.
- 10 września 1988 do parafii Św. Krzyża zostały sprowadzone trzy dzwony kościelne, które z czasem zostały zainstalowane na zbudowanej wieży. Największy – Józef (z napisem „Solidarność serc mocą Kościoła i Narodu”), średni – Maryja (z napisem „Uwielbiaj duszo moja Pana „) i najmniejszy – Jan Paweł II (z napisem „Cały Twój – Ciesz się Matko Polsko”).
- 19 września 1999 – kościół został konsekrowany przez biskupa łomżyńskiego Stanisława Stefanka.

## Kościół parafialny
Wnętrze kościoła
Wnętrze kościoła pod wezwaniem Świętego Krzyża zostało odmalowane w 2009 roku. W samym centrum kościoła na górze został namalowany Duch Święty w postaci gołębia. Po lewej i prawej stronie nad balkonami zostało namalowanych czterech ewangelistów: św. Łukasz, św. Mateusz, św. Jan, św. Marek. 
W roku 2010 wykonano ogrzewanie gazowe kościoła – system wentylacyjno-grzewczy. Od 2011 roku kolejne okna w świątyni są wymieniane i wstawiane witraże z pracowni p. Godlewskich z Ciechanowca. W latach 2022–2023 wnętrze kościoła zostało na nowo odmalowane, a w samym centrum artysta malarz p. Sławomir Warmbier wykonał malowidło przedstawiające „Golgotę”. Po lewej i prawej stronie nad balkonami zostały namalowane cztery sceny biblijne związane z tajemnicami światła różańca św. przedstawiające: Chrzest Chrystusa, Cud w Kanie, Głoszenie Królestwa Bożego oraz Przemienienie Pańskie.
Architektura
Kościół Świętego Krzyża jest budowlą nowoczesną, trójnawową, w układzie promienistym, zbudowanym z cegły klinkierowej, ze schodkowym dachem i z boczną wieżą zbudowaną na planie trójkąta, z zegarem, zwieńczoną trzema krzyżami. W ołtarzu głównym znajduje się rzeźba Chrystusa ukrzyżowanego natomiast w kaplicach są obrazy Serca Jezusowego(w lewej) i Matki Boskiej Częstochowskiej (w prawej).
Architekci
- Zdzisław Hryniak,
- Krzysztof Kakowski

Wymiary kościoła
- długość: 29,5 m
- szerokość: 40,5 m
- wysokość do sklepienia: 24 m (kościół dolny – 4,6 m)
- wysokość wieży: 45 m

## Cmentarz parafialny
Cmentarz parafialny w odległości 1,5 km. Jest wspólny z parafią św. Piotra i Pawła.

## Proboszczowie
Proboszczowie posługujący w parafii od 30 grudnia 1985:
- ks. prałat Józef Wyzner (30 grudnia 1985 – 27 czerwca 2010)
- ks. dziekan kan. Krzysztof Jurczak (od 28 czerwca 2010)

## Relikwie
Parafia posiada relikwie:

- Świętego Krzyża
- św. Jana Pawła II
- bł. Jerzego Popiełuszki
- św. s. Faustyny Kowalskiej
- św. Kaliksta I
- św. Sykstusa II
- bł. ks. Michała Sopoćko
- św. Floriana
- św. brata Alberta Chmielowskiego
- bł. matki Elżbiety Czackiej
- św. Jana Gwalberta
- św. Joanny Beretty Molly
- bł. Hanny Chrzanowskiej